# Sans bosse et à courtes cornes d'Afrique du nord
Le rameau sans bosse et à courtes cornes d'Afrique du Nord est un groupe de races bovines relativement homogène. Il s'agit d'un groupe de type "humpless", sans bosse, donc différent du zébu.

## Origine
Selon les sources, ce rameau pourrait avoir deux origines différentes :
- Ancienne théorie: Ce rameau aurait franchi l'isthme de Suez avec les pasteurs qui l'avaient domestiqué, en provenance du Moyen-Orient. Des races bovines voisines existent toujours en Syrie ou Turquie. Il serait ainsi un rameau presque eurasiatique, puisque de même origine. La  ressemblance avec les races fauves du rameau brun d'Europe, en particulier avec les races insulaires de la Méditerranée, (corse, Sardo-modicana, mallorquina ou menorquina) appuyaient cette thèse.
- Nouvelle théorie: Ce rameau aurait franchi seul l'isthme de Suez bien avant et été domestiqué en Afrique du Nord par des peuples locaux. Il serait alors apparenté avec les races du rameau Sans bosse et à courtes cornes. Ces deux rameaux se seraient séparés au cours de la désertification des pourtours du Sahara et auraient ensuite évolué séparément. Cette théorie ferait donc de ce rameau une race purement africaine. Des recherches récentes en archéologie et génétique moléculaire font pencher la balance vers cette thèse[1].

## Races apparentées
Ces races sont élevées en Afrique du nord, essentiellement pour leur force de travail, leur viande et leur cuir. Dans ces régions, le lait frais ou transformé en fromage est essentiellement issu des brebis et chèvres. Il existe deux branches distinctes: les races égyptiennes et la brune de l'Atlas dont la variété de nom reflète la taille de l'aire de répartition. 
- Baladi
- Brune de l'Atlas
- Damiette
- Guelmoise
- Maryuti
- Saïdi

## Influence sur les autres groupes
Selon les historiens des races espagnoles, le rameau ibérique aurait été croisé avec du bétail d'Afrique du nord arrivé avec les Arabes. Ces croisements auraient donné du bétail brun  de taille réduite et à mufle noir. Cette introduction aurait aussi influencé le cheptel bovin français, puisque les races aubrac, parthenaise ou maraichine présentent les mêmes caractères. 
L'influence sur les races bovines africaines a été moindre puisque le Sahara présente une barrière plus hermétique aux échanges commerciaux que la mer Méditerranée.